# Prozor-Rama
Prozor-Rama is een plaats en gemeente in Bosnië en Herzegovina. De hoofdplaats Prozor (circa 7000 inwoners) bevindt zich in het noorden van het kanton Hercegovina-Neretva. De naam Prozor betekent letterlijk "raam" in het Bosnisch. Rama is de oude Bosnische naam, uit de tijd van Koningen.
De naam Rama werd voor het eerst gebruikt in het jaar 1322 in geschriften van de toenmalige Christelijke Bosnische koning aan de graaf Hrvatinic. De naam Prozor is pas later opgekomen en heeft vooral bijval gekregen onder de Ottomaanse overheersers.
Over het algemeen kan men stellen dat de christelijk-Kroatische bevolking van Rama-Prozor steeds haar voorkeur heeft geuit voor de naam Rama, daar waar de moslim-Bosnische bevolking liever de naam Prozor gebruikt.
Oude bewoners van Rama-Prozor waren Bogomielen. Met de ondergang van Crkva bosanska zijn velen van hen christelijke Kroaten of moslim-Bosniërs geworden.

## Demografie

### 1971
17.963 totaal
- Kroaten - 11.792 (65,64%)
- Bosniakken - 5988 (33,33%)
- Serven - 94 (0,52%)
- Joegoslaven - 42 (0,23%)
- overig - 47 (0,28%)

### 1991
In 1991 had de gemeente een inwonertal van 19.601, waarvan:
- Kroaten - 12.213 (62.30%)
- Bosniakken - 7173 (36.60%)
- Serven - 49 (0.25%)
- Joegoslaven - 99 (0.50%)
- overig - 67 (0.34%)

### 2013
In 2013 had de gemeente een inwonertal van 14.280, waarvan:
- Kroaten - 10.702 (74,9 %)
- Bosniakken - 3.525 (24,7 %)
- Serven - 3 (0,0 %)
- overig - 50 (0,4 %)

## Sport
De plaatselijke voetbalclub is NK Rama, en de basketbalclub HKK Rama.